# Acontista cordillerae
Acontista cordillerae är en bönsyrseart som beskrevs av Henri Saussure 1869. Acontista cordillerae ingår i släktet Acontista och familjen Acanthopidae. Inga underarter finns listade i Catalogue of Life.